# Super Bowl LV
Der Super Bowl LV war der 55. Super Bowl, das Endspiel der Saison 2020 der National Football League (NFL) im American Football. Das Spiel wurde am 7. Februar 2021 ab 18:30 Uhr Ortszeit (8. Februar, 0:30 Uhr MEZ) im Raymond James Stadium in Tampa, Florida, ausgetragen.
Erstmals in der Geschichte des Super Bowls spielte mit den Tampa Bay Buccaneers eine Mannschaft im eigenen Stadion. Gegner war der amtierende Meister Kansas City Chiefs. Die Tampa Bay Buccaneers gewannen mit 31:9 und holten damit ihren zweiten Super-Bowl-Sieg.
Kansas City hatte im Angriff massive Probleme und wurde durch Strafen zusätzlich behindert. Zum ersten Mal unter Quarterback Patrick Mahomes erzielten die Chiefs keinen Touchdown und verloren zweistellig, womit sie auch das dritte Super-Bowl-Team waren, das keinen Touchdown erzielte. Gegen sie wurden 11 Strafen für 120 Yards verhängt, darunter rekordverdächtige acht Strafen für 95 Yards in der ersten Halbzeit, von denen die meisten gegen die Verteidigung ausgesprochen wurden. Die Buccaneers nutzten diese Fehler zu einer souveränen 21:6-Führung zur Halbzeit und behielten für den Rest des Spiels die Kontrolle. Brady, der auch seine Spielerrekorde für Super-Bowl-Teilnahmen auf zehn und Siege auf sieben ausbaute, wurde zum fünften Mal zum Super Bowl MVP ernannt und war der erste, der die Auszeichnung mit verschiedenen Teams erhielt.

## Austragungsort
Für die Austragung des Super Bowl LV hatten sich neben den für den Super Bowl LIII und Super Bowl LIV ausgewählten Stadien das Inglewood Stadium der Los Angeles Rams und das Raymond James Stadium der Tampa Bay Buccaneers beworben. Am 24. Mai 2016 wurde bekannt gegeben, dass der Super Bowl LV im Inglewood Stadium in Inglewood, Kalifornien ausgetragen werden wird. Aufgrund von Verzögerungen bei der Fertigstellung des Stadionneubaus in Inglewood wurde am 23. Mai 2017 beschlossen, den Super Bowl LV nach Tampa zu vergeben und dann im folgenden Jahr Super Bowl LVI in Inglewood auszutragen.
Wegen der COVID-19-Pandemie in den Vereinigten Staaten wurde die Zuschauerzahl beschränkt. 25.000 Zuschauer wurden erwartet, dabei wurden 7500 Plätze gratis an geimpfte Pflegekräfte vergeben. Der Super Bowl LV hatte damit die geringste Besucherzahl in der Geschichte des Super Bowls.

## Weg zum Super Bowl
Mit den Kansas City Chiefs wurde das Team mit der besten Bilanz (14–2) der Regular Season Meister der American Football Conference (AFC). Die Tampa Bay Buccaneers entschieden die National Football Conference (NFC) mit einer Bilanz von 11–5 als fünftbestes Team der Regular Season für sich. Das beste Team der Regular Season in der NFC waren die Green Bay Packers (13–3), die den Buccaneers im NFC Championship Game unterlagen.
Die Chiefs zogen als Titelverteidiger des Vorjahres zum zweiten Mal in Folge in den Super Bowl ein, während die Tampa Bay Buccaneers zuletzt bei ihrem Sieg im Super Bowl XXXVII 18 Jahre zuvor das Endspiel erreicht hatten.

### Kansas City Chiefs
| AFC West             | AFC West | AFC West | AFC West | AFC West | AFC West | AFC West | AFC West | AFC West | AFC West | AFC West |
| Team                 | S        | N        | U        | SQ       | P+       | P−       | Diff.    | DIV      | CONF     | Serie    |
| -------------------- | -------- | -------- | -------- | -------- | -------- | -------- | -------- | -------- | -------- | -------- |
| Kansas City Chiefs   | 14       | 02       | 0        | 0,875    | 473      | 362      | +111     | 4–2      | 10–2     | 1N       |
| Las Vegas Raiders    | 08       | 08       | 0        | 0,500    | 434      | 478      | 0−44     | 4–2      | 06–6     | 1S       |
| Los Angeles Chargers | 07       | 09       | 0        | 0,438    | 384      | 426      | 0−42     | 3–3      | 06–6     | 4S       |
| Denver Broncos       | 05       | 11       | 0        | 0,313    | 323      | 446      | −123     | 1–5      | 04–8     | 3N       |

Als Vorjahressieger wurden den Chiefs bereits nach ihrem Sieg im Super Bowl LIV die besten Chancen auf den Sieg im Super Bowl LV zugerechnet. Kansas City konnte alle Schlüsselspieler aus dem Super-Bowl-Kader der Vorsaison halten und verlängerte unter anderem den Vertrag von Quarterback und Super Bowl MVP Patrick Mahomes, ebenso die Verträge der Pro-Bowler Travis Kelce und Chris Jones. Tight End Kelce stellte mit 1416 Receiving Yards eine neue Bestmarke für einen Spieler seiner Position in einer Saison auf. Insgesamt sieben Spieler der Chiefs wurden in den Pro Bowl gewählt, neben den drei bereits genannten Spielern waren dies Wide Receiver Tyreek Hill, Left Tackle Eric Fisher, Safety Tyrann Mathieu und Defensive End Frank Clark. Kansas City gewann die AFC West überlegen, bereits nach dem 14. Spieltag stand der Divisionssieg fest. In Woche 16 sicherten die Chiefs sich vorzeitig den ersten Seed in den Play-offs. Wie im Vorjahr prägte vor allem die starke Offensivleistung des Teams die Saison, dagegen präsentierte die Defensive sich schwächer als 2019.
In der Divisional Round der Play-offs trafen die Chiefs auf die Cleveland Browns. Zur Halbzeit führte Kansas City mit 19:3, in der zweiten Hälfte kippte das Spiel allerdings zugunsten der Browns. Wegen Verdachts auf Gehirnerschütterung musste Quarterback Mahomes das Feld im dritten Viertel verlassen und Cleveland konnte den Rückstand verkürzen. Ersatz-Quarterback Chad Henne sicherte jedoch knapp zwei Minuten vor Schluss mit einer erfolgreichen Fourth-Down-Conversion den 22:17-Sieg der Chiefs. Im AFC Championship Game gelang den Chiefs ein ungefährdeter 38:24-Sieg über die Buffalo Bills.

### Tampa Bay Buccaneers
| NFC South            | NFC South | NFC South | NFC South | NFC South | NFC South | NFC South | NFC South | NFC South | NFC South | NFC South |
| Team                 | S         | N         | U         | SQ        | P+        | P−        | Diff.     | DIV       | CONF      | Serie     |
| -------------------- | --------- | --------- | --------- | --------- | --------- | --------- | --------- | --------- | --------- | --------- |
| New Orleans Saints   | 12        | 04        | 0         | 0,750     | 482       | 337       | +145      | 6–0       | 10–20     | 2S        |
| Tampa Bay Buccaneers | 11        | 05        | 0         | 0,688     | 492       | 355       | +137      | 4–2       | 08–40     | 4S        |
| Carolina Panthers    | 05        | 11        | 0         | 0,313     | 350       | 402       | 0−52      | 1–5       | 04–80     | 1N        |
| Atlanta Falcons      | 04        | 12        | 0         | 0,250     | 396       | 414       | 0−18      | 1–5       | 02–10     | 5N        |

Die Tampa Bay Buccaneers erreichten 2020 zum ersten Mal seit 13 Jahren die Play-offs. Nachdem in der Saison 2019 Spielmacher Jameis Winston zwar die meisten Passing Yards der Liga verzeichnen konnte, dabei aber auch 30 Interceptions geworfen hatte, entschied sich das Franchise für eine Trennung von dem inkonstanten First-Overall-Pick aus dem Draft 2015. Als Nachfolger von Winston konnte man den sechsfachen Super-Bowl-Sieger Tom Brady verpflichten, der nach zwanzig Jahren die New England Patriots verlassen hatte. Zudem konnte man sich mit Tight End Rob Gronkowski, einer der wichtigsten Anspielstationen von Brady während seiner Zeit in New England, verstärken. Stärken des Teams waren insbesondere die defensive Front um Jason Pierre-Paul, Shaquil Barrett, Ndamukong Suh und Vita Vea und die Gruppe der Passempfänger mit Mike Evans, Chris Godwin, Antonio Brown und Scotty Miller. In der NFC South wurden die Buccaneers Zweiter hinter den New Orleans Saints, gegen die beide Spiele verloren gingen.
Als bestes Wild-Card-Team musste Tampa Bay in der Wild Card Round auswärts beim Sieger der NFC East, dem Washington Football Team antreten, obwohl Washington mit 7–9 die deutlich schlechtere Bilanz als Tampa aufwies. Die favorisierten Buccaneers kamen zu einem umkämpften 31:23-Sieg. In der Divisional Round standen die Tampa Bay Buccaneers zum dritten Mal dem Divisionsrivalen aus New Orleans gegenüber. Anders als in der Regular Season war in diesem Spiel Tampa siegreich und zog mit einem ungefährdeten 30:20-Sieg in das NFC Championship Game ein. Im Meisterschaftsspiel um die NFC stand den Buccaneers mit den Green Bay Packers das beste Team der Regular Season aus der NFC gegenüber. Insbesondere dank einer starken Defensivleistung gelangte Tampa in einem engen Spiel zu einem 31:26-Sieg und zog damit als erstes Team in einen Super Bowl im eigenen Heimstadion ein.

### Play-offs
Die Play-offs begannen am 9. Januar 2021. Seit dieser Saison hat pro Conference lediglich der Divisionssieger mit der besten Bilanz in der ersten Runde spielfrei. Die anderen drei Divisionssieger treten in der Wild Card Round gegen die drei besten der übrigen Teams an.
| Setzliste der Playoffs | Setzliste der Playoffs | Setzliste der Playoffs | Setzliste der Playoffs   | Setzliste der Playoffs |
| Pos.                   | AFC                    | AFC                    | NFC                      | NFC                    |
| ---------------------- | ---------------------- | ---------------------- | ------------------------ | ---------------------- |
| 1                      | Kansas City Chiefs     | Sieger West            | Green Bay Packers        | Sieger North           |
| 2                      | Buffalo Bills          | Sieger East            | New Orleans Saints       | Sieger South           |
| 3                      | Pittsburgh Steelers    | Sieger North           | Seattle Seahawks         | Sieger West            |
| 4                      | Tennessee Titans       | Sieger South           | Washington Football Team | Sieger East            |
| 5                      | Baltimore Ravens       | North                  | Tampa Bay Buccaneers     | South                  |
| 6                      | Cleveland Browns       | North                  | Los Angeles Rams         | West                   |
| 7                      | Indianapolis Colts     | South                  | Chicago Bears            | North                  |

|  |                                    |                           |                           |             |             |                                    |                                    |                                    |                                 |             |                          |                          |                          |               |  |            |             |            |
|  | Wild Card Round                    | Wild Card Round           | Wild Card Round           |             |             | Divisional Round                   | Divisional Round                   | Divisional Round                   |                                 |             | Conference Championships | Conference Championships | Conference Championships |               |  | Super Bowl | Super Bowl  | Super Bowl |
|  | Wild Card Round                    | Wild Card Round           | Wild Card Round           |             |             | Divisional Round                   | Divisional Round                   | Divisional Round                   |                                 |             | Conference Championships | Conference Championships | Conference Championships |               |  | Super Bowl | Super Bowl  | Super Bowl |
|  |                                    |                           |                           |             |             |                                    |                                    |                                    |                                 |             |                          |                          |                          |               |  |            |             |            |
|  |                                    |                           |                           |             |             | 16. Jan. – Lambeau Field           |                                    |                                    |                                 |             |                          |                          |                          |               |  |            |             |            |
|  | 9. Jan. – Lumen Field              |                           |                           |             |             |                                    |                                    |                                    |                                 |             |                          |                          |                          |               |  |            |             |            |
|  |                                    |                           | 1                         | Green Bay   | 32          |                                    |                                    |                                    |                                 |             |                          |                          |                          |               |  |            |             |            |
|  | 3                                  | Seattle                   | 1                         | Green Bay   | 32          | 20                                 |                                    |                                    |                                 |             |                          |                          |                          |               |  |            |             |            |
|  | 3                                  | Seattle                   |                           |             | 6           | 20                                 | LA Rams                            | 18                                 |                                 |             |                          |                          |                          |               |  |            |             |            |
|  | 6                                  | LA Rams                   | 30                        |             |             |                                    |                                    |                                    |                                 |             |                          |                          |                          |               |  |            |             |            |
|  | 6                                  | LA Rams                   | 30                        |             |             | 24. Jan. – Lambeau Field           |                                    |                                    |                                 |             |                          |                          |                          |               |  |            |             |            |
|  |                                    |                           |                           |             |             |                                    |                                    |                                    |                                 |             |                          |                          |                          |               |  |            |             |            |
|  |                                    |                           |                           |             |             |                                    |                                    |                                    | 1                               | Green Bay   | 26                       |                          |                          |               |  |            |             |            |
|  | 10. Jan. – Mercedes-Benz Superdome |                           |                           |             |             |                                    |                                    |                                    | 1                               | Green Bay   | 26                       |                          |                          |               |  |            |             |            |
|  |                                    |                           |                           |             |             |                                    |                                    | 5                                  | Tampa Bay                       | 31          |                          |                          |                          |               |  |            |             |            |
|  | 2                                  | New Orleans               | 21                        |             |             |                                    |                                    |                                    | Tampa Bay                       | 31          |                          |                          |                          |               |  |            |             |            |
|  | 2                                  | New Orleans               | 21                        |             |             | NFC Championship                   |                                    |                                    |                                 |             |                          |                          |                          |               |  |            |             |            |
|  | 7                                  | Chicago                   | 9                         |             |             | 17. Jan. – Mercedes-Benz Superdome | 17. Jan. – Mercedes-Benz Superdome | 17. Jan. – Mercedes-Benz Superdome |                                 |             |                          |                          |                          |               |  |            |             |            |
|  | 7                                  | Chicago                   | 9                         |             |             |                                    | 17. Jan. – Mercedes-Benz Superdome | 17. Jan. – Mercedes-Benz Superdome |                                 |             |                          |                          |                          |               |  |            |             |            |
|  |                                    |                           |                           | 2           | New Orleans | 20                                 |                                    |                                    |                                 |             |                          |                          |                          |               |  |            |             |            |
|  |                                    |                           |                           | 2           | New Orleans | 20                                 |                                    |                                    |                                 |             |                          |                          |                          |               |  |            |             |            |
|  | 9. Jan. – FedExField               | 9. Jan. – FedExField      | 9. Jan. – FedExField      |             |             | 5                                  | Tampa Bay                          | 30                                 |                                 |             |                          |                          |                          |               |  |            |             |            |
|  | 9. Jan. – FedExField               | 9. Jan. – FedExField      | 9. Jan. – FedExField      |             |             | 5                                  | Tampa Bay                          | 30                                 | 7. Feb. – Raymond James Stadium |             |                          |                          |                          |               |  |            |             |            |
|  | 4                                  | Washington                | 23                        |             |             |                                    |                                    |                                    |                                 |             |                          |                          |                          |               |  |            |             |            |
|  | 4                                  | Washington                | 23                        |             |             |                                    |                                    |                                    |                                 |             |                          | N5                       | Tampa Bay                | 31            |  |            |             |            |
|  | 5                                  | Tampa Bay                 | 31                        |             |             |                                    |                                    |                                    |                                 |             |                          |                          |                          | 31            |  |            |             |            |
|  | 5                                  | Tampa Bay                 | 31                        |             |             |                                    |                                    |                                    |                                 |             |                          |                          |                          |               |  | A1         | Kansas City | 9          |
|  |                                    |                           |                           |             |             |                                    |                                    |                                    |                                 |             |                          |                          |                          |               |  | A1         | Kansas City | 9          |
|  |                                    |                           |                           |             |             |                                    |                                    |                                    |                                 |             |                          |                          |                          | Super Bowl LV |  |            |             |            |
|  |                                    |                           |                           |             |             | 17. Jan. – Arrowhead Stadium       |                                    |                                    |                                 |             |                          |                          |                          |               |  |            |             |            |
|  | 10. Jan. – Heinz Field             |                           |                           |             |             |                                    |                                    |                                    |                                 |             |                          |                          |                          |               |  |            |             |            |
|  |                                    |                           | 1                         | Kansas City | 22          |                                    |                                    |                                    |                                 |             |                          |                          |                          |               |  |            |             |            |
|  | 3                                  | Pittsburgh                | 1                         | Kansas City | 22          | 37                                 |                                    |                                    |                                 |             |                          |                          |                          |               |  |            |             |            |
|  | 3                                  | Pittsburgh                |                           |             | 6           | 37                                 | Cleveland                          | 17                                 |                                 |             |                          |                          |                          |               |  |            |             |            |
|  | 6                                  | Cleveland                 | 48                        |             |             |                                    |                                    |                                    |                                 |             |                          |                          |                          |               |  |            |             |            |
|  | 6                                  | Cleveland                 | 48                        |             |             | 24. Jan. – Arrowhead Stadium       |                                    |                                    |                                 |             |                          |                          |                          |               |  |            |             |            |
|  |                                    |                           |                           |             |             |                                    |                                    |                                    |                                 |             |                          |                          |                          |               |  |            |             |            |
|  |                                    |                           |                           |             |             |                                    |                                    |                                    | 1                               | Kansas City | 38                       |                          |                          |               |  |            |             |            |
|  | 9. Jan. – Bills Stadium            |                           |                           |             |             |                                    |                                    |                                    | 1                               | Kansas City | 38                       |                          |                          |               |  |            |             |            |
|  |                                    |                           |                           |             |             |                                    |                                    | 2                                  | Buffalo                         | 24          |                          |                          |                          |               |  |            |             |            |
|  | 2                                  | Buffalo                   | 27                        |             |             |                                    |                                    |                                    | Buffalo                         | 24          |                          |                          |                          |               |  |            |             |            |
|  | 2                                  | Buffalo                   | 27                        |             |             | AFC Championship                   |                                    |                                    |                                 |             |                          |                          |                          |               |  |            |             |            |
|  | 7                                  | Indianapolis              | 24                        |             |             | 16. Jan. – Bills Stadium           | 16. Jan. – Bills Stadium           | 16. Jan. – Bills Stadium           |                                 |             |                          |                          |                          |               |  |            |             |            |
|  | 7                                  | Indianapolis              | 24                        |             |             |                                    | 16. Jan. – Bills Stadium           | 16. Jan. – Bills Stadium           |                                 |             |                          |                          |                          |               |  |            |             |            |
|  |                                    |                           |                           | 2           | Buffalo     | 17                                 |                                    |                                    |                                 |             |                          |                          |                          |               |  |            |             |            |
|  |                                    |                           |                           | 2           | Buffalo     | 17                                 |                                    |                                    |                                 |             |                          |                          |                          |               |  |            |             |            |
|  | 10. Jan. – Nissan Stadium          | 10. Jan. – Nissan Stadium | 10. Jan. – Nissan Stadium |             |             | 5                                  | Baltimore                          | 3                                  |                                 |             |                          |                          |                          |               |  |            |             |            |
|  | 10. Jan. – Nissan Stadium          | 10. Jan. – Nissan Stadium | 10. Jan. – Nissan Stadium |             |             | 5                                  | Baltimore                          | 3                                  |                                 |             |                          |                          |                          |               |  |            |             |            |
|  | 4                                  | Tennessee                 | 13                        |             |             |                                    |                                    |                                    |                                 |             |                          |                          |                          |               |  |            |             |            |
|  | 4                                  | Tennessee                 | 13                        |             |             |                                    |                                    |                                    |                                 |             |                          |                          |                          |               |  |            |             |            |
|  | 5                                  | Baltimore                 | 20                        |             |             |                                    |                                    |                                    |                                 |             |                          |                          |                          |               |  |            |             |            |
|  | 5                                  | Baltimore                 | 20                        |             |             |                                    |                                    |                                    |                                 |             |                          |                          |                          |               |  |            |             |            |

## Startaufstellung

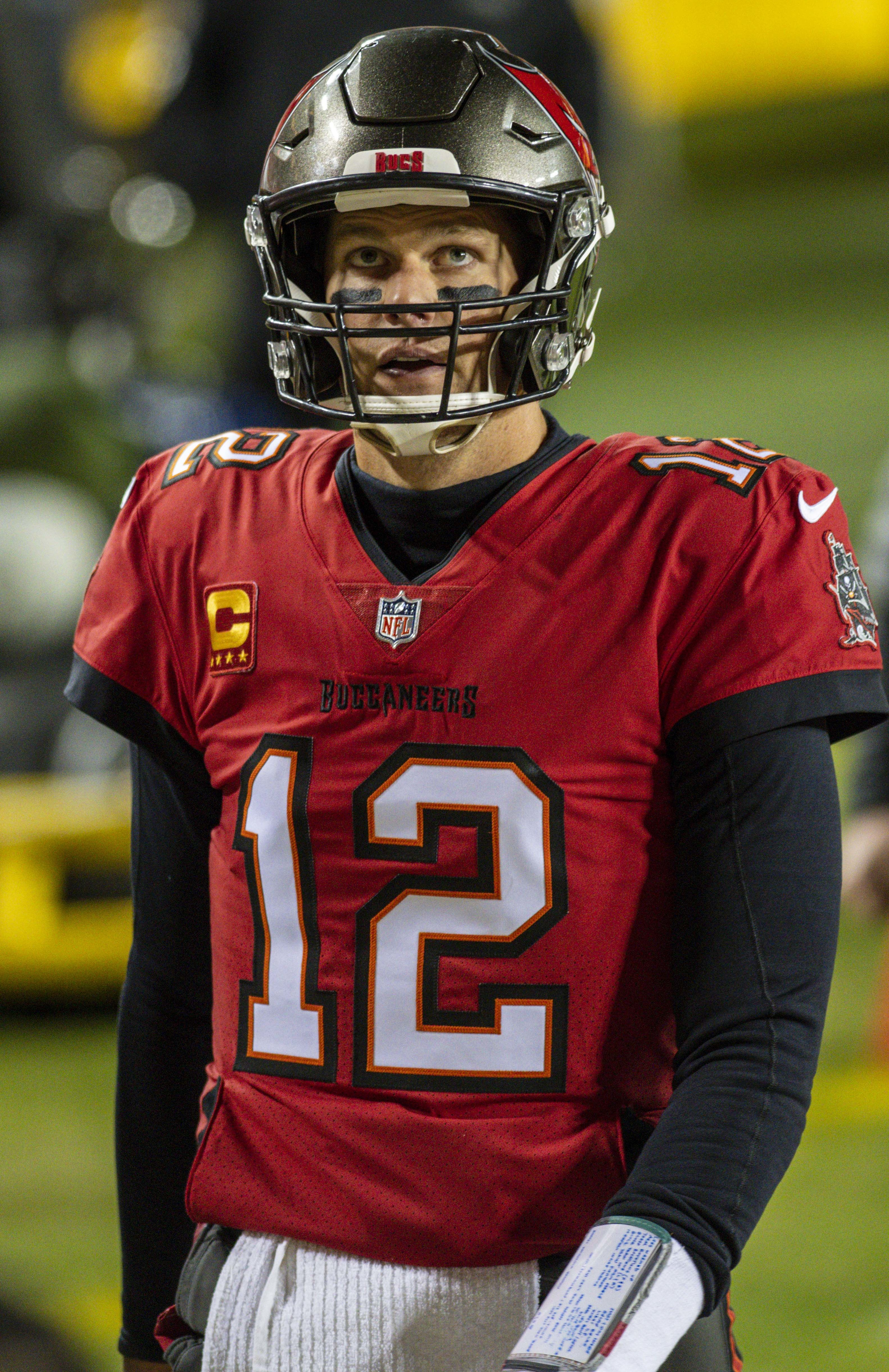
Tom Brady, Starting Quarterback der Tampa Bay Buccaneers und Super Bowl MVP

Die Startaufstellungen der beiden Mannschaften sah wie folgt aus:
| Kansas City           | Position | Tampa Bay            |
| --------------------- | -------- | -------------------- |
| Offense               |          |                      |
| Patrick Mahomes       | QB       | Tom Brady            |
| Clyde Edwards-Helaire | RB       | Leonard Fournette    |
| Tyreek Hill           | WR       | Mike Evans           |
| Demarcus Robinson     | WR       | Chris Godwin         |
| Byron Pringle         | WR       | Scotty Miller        |
| Travis Kelce          | TE       | Rob Gronkowski       |
| Mike Remmers          | LT       | Donovan Smith        |
| Nick Allegretti       | LG       | Ali Marpet           |
| Austin Reiter         | C        | Ryan Jensen          |
| Stefen Wisniewski     | RG       | Aaron Stinnie        |
| Andrew Wylie          | RT       | Tristan Wirfs        |
| Defense               |          |                      |
| Tanoh Kpassagnon      | DE/DL    | Rakeem Nuñez-Roches  |
| Frank Clark           | DE/DL    | Ndamukong Suh        |
| Chris Jones           | DT/OLB   | Shaquil Barrett      |
| Derrick Nnadi         | DT/OLB   | Jason Pierre-Paul    |
| Damien Wilson         | LB/ILB   | Lavonte David        |
| Anthony Hitchens      | LB/ILB   | Devin White          |
| L’Jarius Sneed        | CB       | Carlton Davis        |
| Bashaud Breeland      | CB       | Jamel Dean           |
| Charvarius Ward       | CB       | Sean Murphy-Bunting  |
| Tyrann Mathieu        | S        | Jordan Whitehead     |
| Daniel Sorensen       | S        | Antoine Winfield Jr. |

## Punkteübersicht
| Quarter | Spielzeit | Angriffsserie (Drive) | Angriffsserie (Drive) | Angriffsserie (Drive)  | Team       | Informationen zum Punktgewinn                                                                                          | Punkte     | Punkte |
| Quarter | Spielzeit | Spielzüge (plays)     | Raumgewinn            | Dauer des Ballbesitzes | Team       | Informationen zum Punktgewinn                                                                                          | Buccaneers | Chiefs |
| ------- | --------- | --------------------- | --------------------- | ---------------------- | ---------- | --- | ---------- | ------ |
| 1       | 5:10      | 8 plays               | 31 Yards              | 3:23                   | Chiefs     | Field Goal aus 49 Yards von Harrison Butker                                                                            | 0          | 3      |
| 1       | 0:37      | 8 plays               | 75 Yards              | 4:33                   | Buccaneers | Rob Gronkowski mit einem 8-Yards-Touchdown, nach dem Zuspiel von Tom Brady; PAT erfolgreich verwandelt von Ryan Succop | 7          | 3      |
| 2       | 6:05      | 6 plays               | 38 Yards              | 2:58                   | Buccaneers | Gronkowski mit einem 17-Yards-Touchdown, nach dem Zuspiel von Brady; PAT erfolgreich verwandelt von Succop             | 14         | 3      |
| 2       | 1:01      | 10 plays              | 61 Yards              | 5:04                   | Chiefs     | Field Goal aus 34 Yards von Butker                                                                                     | 14         | 6      |
| 2       | 0:06      | 5 plays               | 71 Yards              | 0:55                   | Buccaneers | Antonio Brown mit einem 1-Yard-Touchdown, nach dem Zuspiel von Brady; PAT erfolgreich verwandelt von Succop            | 21         | 6      |
| 3       | 11:26     | 7 plays               | 47 Yards              | 3:34                   | Chiefs     | Field Goal aus 52 Yards von Butker                                                                                     | 21         | 9      |
| 3       | 7:45      | 6 plays               | 74 Yards              | 3:41                   | Buccaneers | Leonard Fournette mit einem 27-Yards-Touchdown-Lauf; PAT erfolgreich verwandelt von Succop                             | 28         | 9      |
| 3       | 2:46      | 8 plays               | 11 Yards              | 3:34                   | Buccaneers | Field Goal aus 51 Yards von Succop                                                                                     | 31         | 9      |

## Schiedsrichter

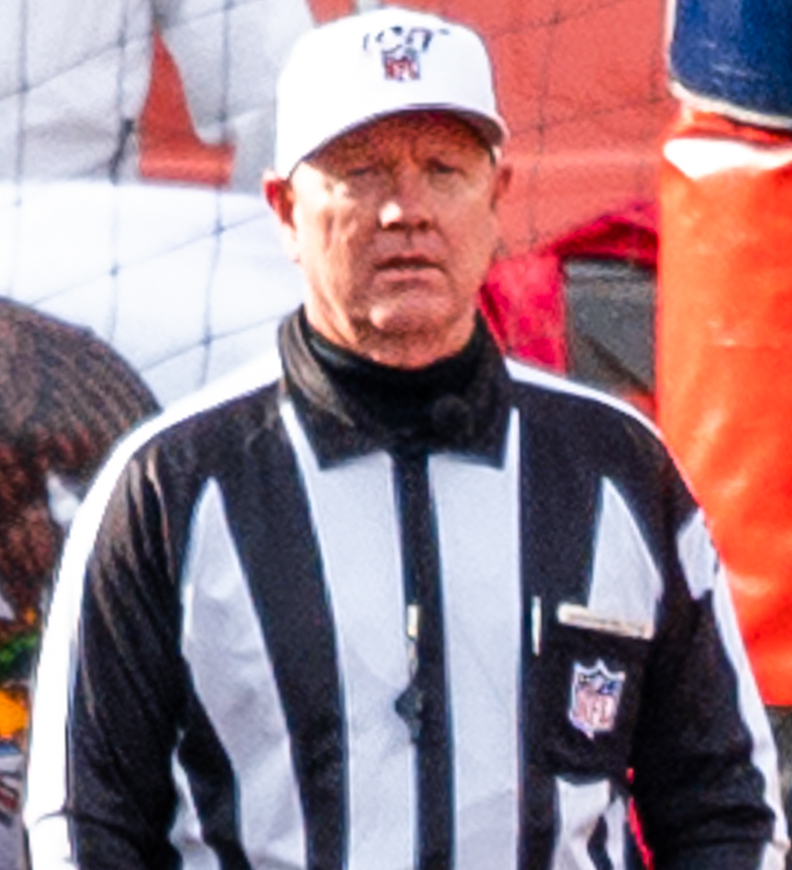
Referee Carl Cheffers (2019)

Am 19. Januar 2021 gab die NFL die Schiedsrichter-Crew bekannt. Diese besteht aus Referee Carl Cheffers, Umpire Fred Bryan, Down Judge Sarah Thomas, Line Judge Rusty Baynes, Field Judge James Coleman, Side Judge Eugene Hall und Back Judge Dino Paganelli. Replay Official ist Mike Wimmer. Mit Down Judge Sarah Thomas wird erstmals eine Frau im Super Bowl als Schiedsrichter eingesetzt. Aufgrund der COVID-19-Pandemie ist für jede Schiedsrichterposition ein Ersatzschiedsrichter ernannt worden. Eine komplette Ersatz-Crew gab es bisher nur beim ersten Super Bowl. Zum ersten Mal in der Geschichte des Super Bowls ist auch ein Ersatz-Replay-Official ernannt worden.
| Schiedsrichter | Aufgabe     | NFL-Saisons | Play-off-Spiele             |
| -------------- | ----------- | ----------- | --------------------------- |
| Carl Cheffers  | Referee     | 21          | 14 (inkl. Super Bowl LI)    |
| Fred Bryan     | Umpire      | 12          | 08 (inkl. Super Bowl LIII)  |
| Sarah Thomas   | Down Judge  | 06          | 03                          |
| Rusty Baynes   | Line Judge  | 11          | 12 (inkl. Super Bowl 50)    |
| James Coleman  | Field Judge | 16          | 07                          |
| Eugene Hall    | Side Judge  | 07          | 09 (inkl. Super Bowl LIII)  |
| Dino Paganelli | Back Judge  | 15          | 13 (inkl. Super Bowl XLVII) |

- Replay Official: Mike Wimmer
- Replay Assistant: Sean McKee
- Ersatzschiedsrichter:
  - Referee: Shawn Smith
  - Umpire: Ramon George
  - Down Judge: Jerod Phillips
  - Line Judge: Mark Steinkerchner
  - Field Judge: Tom Hill
  - Side Judge: Jabir Walker
  - Back Judge: Brad Freeman
  - Replay Official: Mark Butterworth

## Rahmenprogramm und Halbzeitshow
Vor dem Spiel
Unmittelbar vor dem Kickoff des Spiels sang H.E.R. America the Beautiful; Eric Church und Jazmine Sullivan trugen die US-amerikanische Nationalhymne vor. Begleitet wurden sie von Warren Snipe, der die Nationalhymne sowie America the Beautiful in amerikanischer Gebärdensprache performte.
Amanda Gorman würdigte in einem Gedicht, das als aufgezeichnetes Video eingeblendet wurde, die Ehrengäste beim Münzwurf für ihre unentbehrliche Arbeit im schwierigen Corona-Jahr: einen Veteranen der Marines, eine Lehrerin und eine Krankenschwester.
Halbzeitshow
In der Halbzeitpause trat der Sänger The Weeknd auf.

## TV-Übertragung
In den Vereinigten Staaten wurde der Super Bowl LV von CBS übertragen. Eigentlich wäre NBC an der Reihe, der Fernsehsender tauschte allerdings mit CBS die Übertragungsrechte und konnte somit den Super Bowl LVI im Jahr 2022 zeigen, den eigentlich CBS ausstrahlen hätte sollen. Der Grund waren die Olympischen Winterspiele 2022 in Peking. NBC wollte den Super Bowl und die Olympischen Winterspiele im selben Jahr zeigen.
Im Vergleich zum Vorjahr wurde der Super Bowl LV nicht in 4K oder HDR ausgestrahlt, da der Sender CBS bisher keine NFL-Spiele in 4K oder HDR ausgestrahlt hatte und eine kurzfristige Umsetzung wegen der COVID-19-Pandemie nicht möglich war.
Im deutschsprachigen Raum übertrug ProSieben den Super Bowl LV in Deutschland und der Schweiz, in Österreich war das Spiel bei Puls 4 zu sehen. Darüber hinaus zeigte der Streamingdienst DAZN das Spiel mit deutschem Kommentar und dem US-Originalkommentar.
Einschaltquoten der Übertragung bei ProSieben in Deutschland:
|                             | Zuschauerzahl ab 3 Jahren                  | Marktanteil ab 3 Jahren              | Zuschauerzahl 14- bis 49-Jährige           | Marktanteil 14- bis 49-Jährige       |
| --------------------------- | ------------------------------------------ | ------------------------------------ | ------------------------------------------ | ------------------------------------ |
| Vorberichte                 | 1,86 Mio.                                  | 10,9 %                               | 1,39 Mio.                                  | 25,5 %                               |
| 1. Viertel                  | 2,41 Mio.                                  | 26,3 %                               | 1,73 Mio.                                  | 48,8 %                               |
| 2. Viertel                  | 2,24 Mio.                                  | 34,7 %                               | 1,64 Mio.                                  | 58,9 %                               |
| Halbzeitshow                | 2,05 Mio.                                  | 37,8 %                               | 1,54 Mio.                                  | 64,9 %                               |
| 3. Viertel                  | 1,85 Mio. (bis 3 Uhr) 1,92 Mio. (ab 3 Uhr) | 38,1 % (bis 3 Uhr) 40,0 % (ab 3 Uhr) | 1,40 Mio. (bis 3 Uhr) 1,48 Mio. (ab 3 Uhr) | 65,7 % (bis 3 Uhr) 65,6 % (ab 3 Uhr) |
| 4. Viertel                  | 1,83 Mio.                                  | 42,6 %                               | 1,33 Mio.                                  | 66,6 %                               |
| Siegerehrung & Nachberichte | 1,02 Mio.                                  | 30,7 %                               | 0,75 Mio.                                  | 56,7 %                               |

## Trivia
Mit Ryan Succop, dem Kicker der Tampa Bay Buccaneers, kam erstmals ein Mr. Irrelevant im Super Bowl für den Sieger zum Einsatz.